# Louis Fourestier
Louis Fourestier (* 31. Mai 1892 in Montpellier; † 30. September 1976 in Boulogne-Billancourt) war ein französischer Komponist, Dirigent und Musikpädagoge.

## Leben und Wirken
Fourestier hatte ersten Musikunterricht bei seinem Vater und Cellounterricht am Konservatorium seiner Geburtsstadt. Am Conservatoire de Paris war er Schüler von André Gedalge, Alexandre Guilmant, Vincent d’Indy, Paul Dukas und Xavier Leroux. 1924 gewann er mit der Kantate Patria den Prix Rossini, im Folgejahr mit der Kantate La mort d'Adonis den Ersten Premier Grand Prix de Rome und 1927 mit der sinfonischen Dichtung Polynice nach Sophokles den Prix Heugel. Die sinfonische Dichtung wurde 1928 bei den Concerts Colonne uraufgeführt.
1927 wurde Fourestier als Dirigent an die Opéra-Comique engagiert, 1938 folgte er Philippe Gaubert an der Pariser Oper nach. Außerdem leitete er seit dessen Gründung 1928 das Orchestre Symphonique de Paris. Nach dem Zweiten Weltkrieg wirkte er als Gastdirigent in Spanien, Deutschland, Italien und der Schweiz. 1946 und 1947 leitete er Aufführungen an der Metropolitan Opera in New York.
Von 1946 bis 1963 unterrichtete Fourestier Orchesterleitung am Conservatoire de Paris. 1974 hatte er die musikalische Leitung bei den Feierlichkeiten zum 60. Todestag von Gabriel Fauré in der Kirche La Madeleine.

## Werke
- Patria, Kantate, 1924
- La mort d'Adonis, Kantate, 1925
- Polynice, sinfonische Dichtung, 1927
- A saint Valéry, sinfonische Dichtung nach Pierre Nozière von Anatole France
- Le Coup de Fousil, komische Oper
- Lieder nach Rabindranath Tagore und Paul Valéry für Solist und Orchester
- Streichquartett, 1937
- Offrandre lyrique
- Chants des guerriers
- Ave Maria

| Personendaten    | Personendaten                                       |
| ---------------- | --------------------------------------------------- |
| NAME             | Fourestier, Louis                                   |
| KURZBESCHREIBUNG | französischer Komponist, Dirigent und Musikpädagoge |
| GEBURTSDATUM     | 31. Mai 1892                                        |
| GEBURTSORT       | Montpellier                                         |
| STERBEDATUM      | 30. September 1976                                  |
| STERBEORT        | Boulogne-Billancourt                                |